# Grover Cleveland
Pour les articles homonymes, voir Cleveland (homonymie).
Stephen Grover Cleveland, dit Grover Cleveland, né le 18 mars 1837 à Caldwell et mort le 24 juin 1908 à Princeton, est un homme d'État américain. Il est le 22e et le 24e président des États-Unis, en fonction du 4 mars 1885 au 4 mars 1889 et du 4 mars 1893 au 4 mars 1897. Il est le premier président à avoir exercé deux mandats non consécutifs — rejoint depuis par Donald Trump, en fonction de 2017 à 2021, et depuis 2025. Il remporte le vote populaire aux élections de 1884, 1888 et 1892 et est le seul président démocrate élu lors de la période de domination républicaine de 1860 à 1912. 
Originaire du New Jersey, Grover Cleveland gravit les échelons de la politique locale en devenant successivement shérif en 1870, puis maire de Buffalo en 1881, et enfin gouverneur de l'État de New York en 1882. Il était le meneur des démocrates bourbons qui s'opposent aux droits de douane élevés, au bimétallisme, à l'inflation, à l'impérialisme et aux subventions fédérales.
Ses combats pour des réformes politiques et un conservatisme fiscal firent de lui une icône des conservateurs de l'époque. Il combat avec acharnement la corruption politique et le clientélisme. Sa réputation de réformateur était telle que les membres de l'aile réformiste du Parti républicain, appelés mugwumps, se rallièrent à lui et permirent sa victoire à l'élection présidentielle de 1884.
Il est battu à l'élection de 1888, puis redevient président lors de l'élection de 1892 ; les deux fois face à Benjamin Harrison. Cleveland est le premier président des États-Unis à 
effectuer deux mandats non consécutifs, un fait inédit durant 132 ans jusqu'à l'investiture de Donald Trump en 2025. Son second mandat coïncide avec la panique de 1893, une sévère dépression que Cleveland est incapable d'inverser. Elle affaiblit considérablement le Parti démocrate qui est balayé par le Parti républicain en 1894 et en 1896 ; le résultat est un réalignement politique qui ouvre alors la voie à l'Ère progressiste.
Cleveland prenait des positions fortes et en retour recevait des critiques virulentes. Son intervention pour mettre fin à la grève Pullman de 1894 ulcère les syndicats et le parti dans l'Illinois. Son soutien à l'étalon-or et son opposition au bimétallisme lui aliènent l'aile agrarienne du Parti démocrate. De plus, les critiques avancent qu'il manquait d'imagination et qu'il fut dépassé par les dépressions et les grèves de son deuxième mandat. Malgré tout, sa réputation d'honnêteté et de bon caractère survécut aux troubles de son deuxième mandat. Son biographe Allan Nevins écrit : « Grover Cleveland n'était pas doué de qualités extraordinaires. Il possédait de l'honnêteté, du courage, de la fermeté, de l'indépendance et du bon sens. Mais il les possédait à un degré plus élevé que d'autres ».

## Biographie

### Jeunesse

#### Enfance et éducation

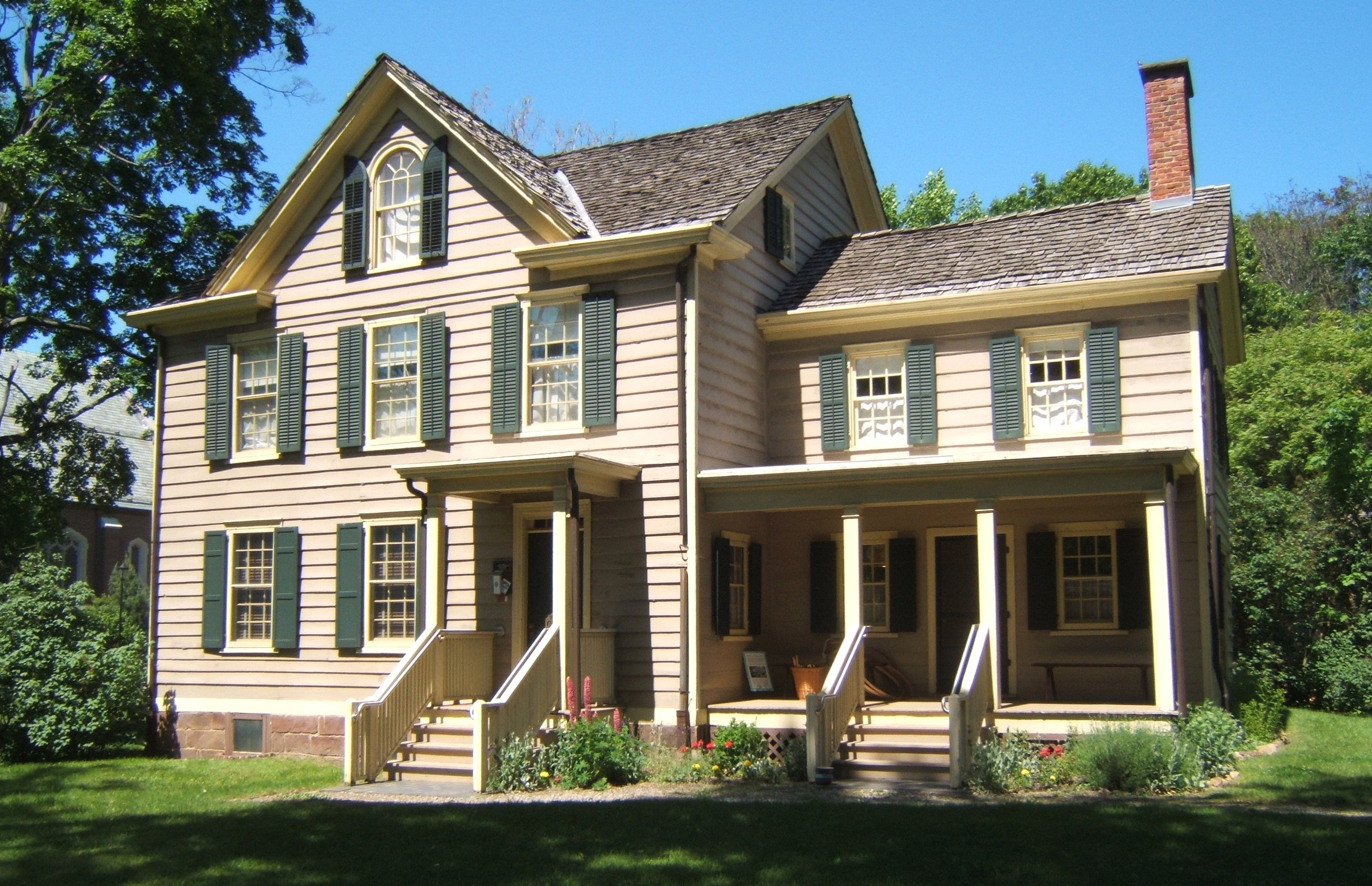
Maison d'enfance de Cleveland à Caldwell dans le New Jersey.

Stephen Grover Cleveland est né le 18 mars 1837 à Caldwell dans le New Jersey,. Son père, Richard Falley Cleveland, était un pasteur presbytérien originaire du Connecticut, et sa mère, Ann Neal Cleveland, était la fille d'un libraire de Baltimore dans le Maryland. Du côté de son père et de sa mère, la famille de Cleveland était solidement ancrée en Nouvelle-Angleterre. Ses premiers ancêtres paternels, originaires du nord-est de l'Angleterre, arrivent dans le Massachusetts en 1635. Du côté de sa mère, Cleveland descendait de protestants anglo-irlandais et de quakers allemands de Philadelphie. Il était apparenté, quoique de façon lointaine, avec Moses Cleaveland qui donna son nom à la ville de Cleveland dans l'Ohio.
Cleveland, le cinquième de neuf enfants, est nommé Stephen Grover en l'honneur du premier pasteur de la première église presbytérienne de Caldwell où son père allait au prêche à l'époque, mais il n'utilisa jamais le nom de « Stephen » à l'âge adulte,. En 1841, la famille Cleveland déménage à Fayetteville dans l'État de New York où Grover passe la plus grande partie de son enfance,. Les voisins le décrivent plus tard comme un enfant « plein d'énergie et amateur de farces » et passionné par les sports en extérieur. En 1850, le père de Cleveland obtient un pastorat à Clinton et la famille s'y installe. Ils déménagent à nouveau en 1853 à Holland Patent, près d'Utica, mais son père meurt peu de temps après ce déménagement.

#### Début de carrière

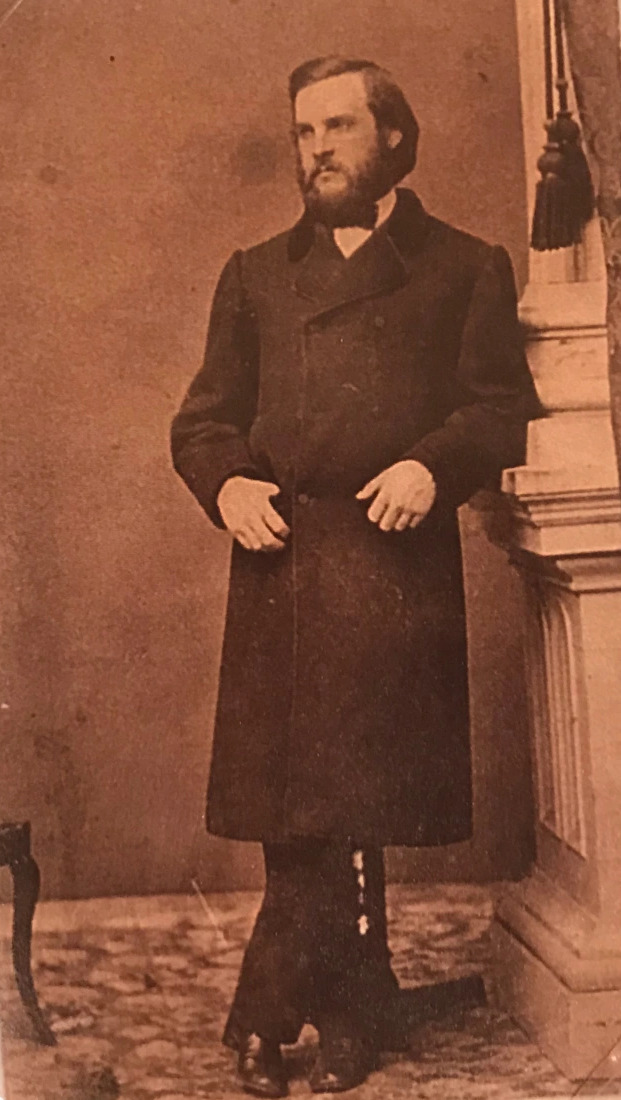
Photographie non datée de Cleveland.

Cleveland étudie à la Fayetteville Academy et à la Clinton Liberal Academy,, mais après la mort de son père en 1853, il quitte l'école pour s'occuper de sa famille. Peu après, le frère de Cleveland, William, est engagé comme enseignant au New York Institute for the Blind de New York et il parvient à obtenir une place de professeur assistant pour Cleveland. Il retourne à Holland Patent à la fin de l'année 1854 et un ancien membre de sa paroisse offrit de payer pour ses études s'il devenait pasteur presbytérien, mais Cleveland décline la proposition. Au lieu de cela, Cleveland décide de partir vers l'Ouest en 1855. Il s'arrête à Buffalo, où son oncle, Lewis W. Allen lui offre un poste dans le clergé. Allen était un homme influent à Buffalo et il présente son neveu aux notables de la ville dont les partenaires du cabinet d'avocats Rogers, Bowen & Rogers. Cleveland est embauché en tant qu'employé de bureau avant d'être admis au barreau en 1859.
Après être devenu avocat, Cleveland travaille pour le cabinet Rogers durant trois ans avant de le quitter pour ouvrir son propre cabinet. En janvier 1863, il est nommé assistant du procureur de district du comté d'Erié,. Avec la poursuite de la guerre de Sécession, le Congrès adopte le Conscription Act de 1863, imposant à chaque homme valide de rejoindre l'armée s'il était appelé ou d'engager un remplaçant. Cleveland choisit cette option et donne 150 $ (environ 33 000 $ de 2012) à George Benninsky, un immigré polonais de 32 ans, pour qu'il serve à sa place,. En tant qu'avocat, Cleveland se fait connaître pour son travail acharné et sa détermination. En 1866, il défend certains des participants d'un raid fénien et parvient à obtenir leur acquittement. En 1868, Cleveland attire l'attention de sa profession en défendant avec succès un procès en diffamation contre l'éditeur du Commercial Advertiser, un journal de Buffalo. À cette époque, Cleveland vit très simplement dans une pension, même si ses revenus lui auraient permis de vivre bien plus confortablement, et il continue de soutenir financièrement sa mère et ses jeunes sœurs. Si ses appartements et son mode de vie personnels paraissent plutôt austères, Cleveland jouit néanmoins d'une vie sociale active et bien remplie et apprécie la « sociabilité facile des halls d'hôtels et des saloons ».

### Carrière politique avant la présidence

#### Shérif du comté d'Erié
Cleveland rejoint rapidement le Parti démocrate. En 1865, il se présente au poste de procureur de district, mais perd de justesse face à son ami et colocataire Lyman K. Bass, le candidat républicain. Cleveland reste ensuite à l'écart de la politique jusqu'en 1870 lorsque, avec l'aide de son ami Oscar Folsom, il obtient la nomination démocrate pour le poste de shérif du comté d'Erié. À l'âge de 33 ans, Cleveland est élu avec une avance de 303 voix et entre en fonction le 1er janvier 1871. Si le poste l'éloigne de son activité de juriste, il aurait été payé 40 000 $ (environ neuf millions de dollars de 2012) pour les deux années de son mandat. L'événement le plus connu de son mandat est l'exécution d'un meurtrier, Patrick Morrisey, condamné pour le meurtre de sa mère, le 6 septembre 1872,. Cleveland, en tant que shérif, pouvait soit exécuter lui-même la sentence, soit donner dix dollars (environ deux mille huit cents dollars de 2012) à un remplaçant. Cleveland avait des scrupules concernant la pendaison, mais choisit de la mener lui-même. Il fait pendre également un autre meurtrier, John Gaffney, le 14 février 1873.
Après la fin de son mandat, Cleveland retourne à son activité de juriste et ouvre un cabinet avec ses amis Lyman K. Bass et Wilson S. Bissell,. Bass ne reste pas longtemps au sein du cabinet, car il est élu au Congrès en 1873, mais Cleveland et Bissell se trouvent à présent au sommet de la communauté judiciaire de Buffalo. Jusqu'à ce moment, la carrière politique de Cleveland avait été honorable, sans être exceptionnelle. Comme son biographe, Allan Nevins l'écrit « probablement personne dans le pays, le 4 mars 1881, n'aurait pu prévoir que ce simple avocat de Buffalo serait quatre ans plus tard debout à Washington en train de prêter le serment de président des États-Unis ».

#### Maire de Buffalo
Dans les années 1870, le gouvernement de Buffalo est de plus en plus corrompu avec les machines politiques démocrates et républicaines qui s'organisent pour se partager les dépouilles,,,. Quand, en 1881, les républicains présentent une liste de candidats particulièrement corrompus, les démocrates voient l'occasion de profiter des votes des républicains déçus en proposant un candidat plus honnête,,. Les dirigeants du parti approchent Cleveland et il accepte de briguer la mairie à la condition de pouvoir choisir ses colistiers. Lorsque les candidats démocrates les plus en vue eurent été évincés, Cleveland accepta la nomination. Il est élu maire avec 15 120 voix contre 11 528 pour son opposant, Milton C. Beebe, et prend ses fonctions le 2 janvier 1882.
Au cours de son mandat, Cleveland se concentre sur la lutte contre les intérêts partisans des machines politiques,. Il établit sa réputation en apposant son veto à l'appel d'offres concernant le nettoyage des rues proposé par le conseil municipal. Le contrat est ouvert à tous, mais le conseil a déjà choisi l'offre la plus coûteuse au lieu de la moins chère du fait de relations politiques. Alors que ce genre de clientélisme était auparavant toléré à Buffalo, le nouveau maire réplique avec un message cinglant : « Je considère cela comme le plus élaboré et le plus éhonté des systèmes mis en place pour trahir les intérêts du peuple ce qui est bien pire que gaspiller les fonds publics ». Le conseil se rétracte et choisit l'offre la moins coûteuse. La réputation de protecteur des fonds publics et de politicien honnête de Cleveland commence à se propager au-delà du comté d'Érié,.

#### Gouverneur de l'État de New York

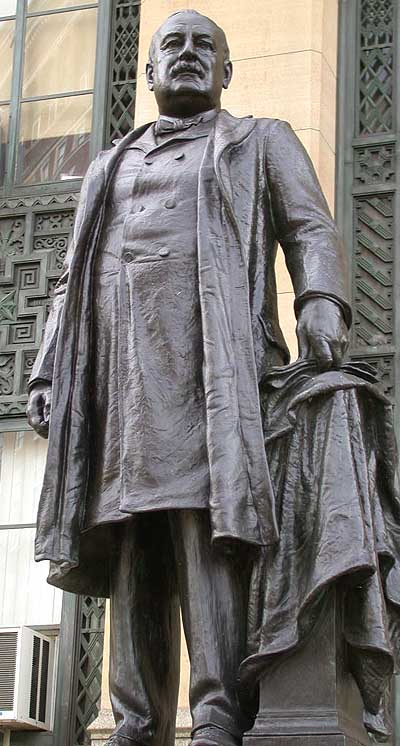
Statue de Grover Cleveland devant la mairie de Buffalo.

Alors que la réputation de Cleveland grandit, les responsables du Parti démocrate de l'État commencent à voir en lui un possible candidat pour le poste de gouverneur,. L'un de ses admirateurs, Daniel Manning, fait campagne pour sa nomination au sein du parti. Du fait de la scission du Parti républicain, l'année 1882 s'annonce prometteuse pour le Parti démocrate et de nombreux candidats cherchent à obtenir l'investiture du parti. Les deux candidats démocrates en tête sont Roswell P. Flower (en) et Henry W. Slocum, mais aucun ne parvient à se démarquer lors de la convention,. Cleveland, en troisième place lors du premier vote, est alors considéré comme le candidat du compromis et est choisi. Le Parti républicain reste divisé et Cleveland remporte l'élection par 535 318 voix contre 342 464 pour le candidat républicain Charles J. Folger. L'avance de Cleveland est, à l'époque, la plus large de l'histoire de l'État de New York et les démocrates remportent également la majorité dans les deux chambres de la Législature.
Poursuivant sa lutte contre les dépenses inutiles, Cleveland utilise son droit de veto à huit reprises au cours de ses deux premiers mois de gouvernorat. Le premier à attirer l'attention est son veto sur une loi visant à réduire les tarifs des métros aériens de New York de cinq centimes. La loi disposait d'un large soutien populaire, car le propriétaire des trains, Jay Gould, était impopulaire et ses augmentations de tarifs étaient très critiquées. Cleveland considère toutefois la loi comme injuste, car Gould avait repris les chemins de fer alors qu'ils étaient en faillite et avait rétabli la rentabilité du système. De plus, Cleveland considère que modifier l'accord avec Gould violerait la clause contractuelle de la Constitution des États-Unis. En dépit de la popularité initiale de la mesure, les journaux félicitent Cleveland pour sa décision. Theodore Roosevelt, alors membre de la législature de New York, déclare qu'il avait initialement voté pour la loi tout en sachant qu'elle était mauvaise, car il souhaitait punir les barons du rail sans scrupules. Après le veto de Cleveland, Roosevelt change d'avis, comme de nombreux autres législateurs, et le veto n'est pas contourné.
Les manières franches et honnêtes de Cleveland lui valent un large soutien populaire, mais il s'attire également l'opposition de plusieurs factions dans son propre parti, en particulier celle de l'organisation Tammany Hall de New York,. Tammany Hall et son patron, John Kelly, n'avaient pas soutenu Cleveland pour sa nomination en tant que gouverneur et l'apprécièrent encore moins lorsque Cleveland s'opposa ouvertement à la réélection de l'un de ses sénateurs. S'il perd alors le soutien de Tammany Hall, Cleveland gagne en retour le soutien de Theodore Roosevelt et de l'aile réformatrice du Parti républicain qui aident Cleveland à faire passer plusieurs lois réformant les administrations locales.

### Élection présidentielle de 1884

#### Nomination

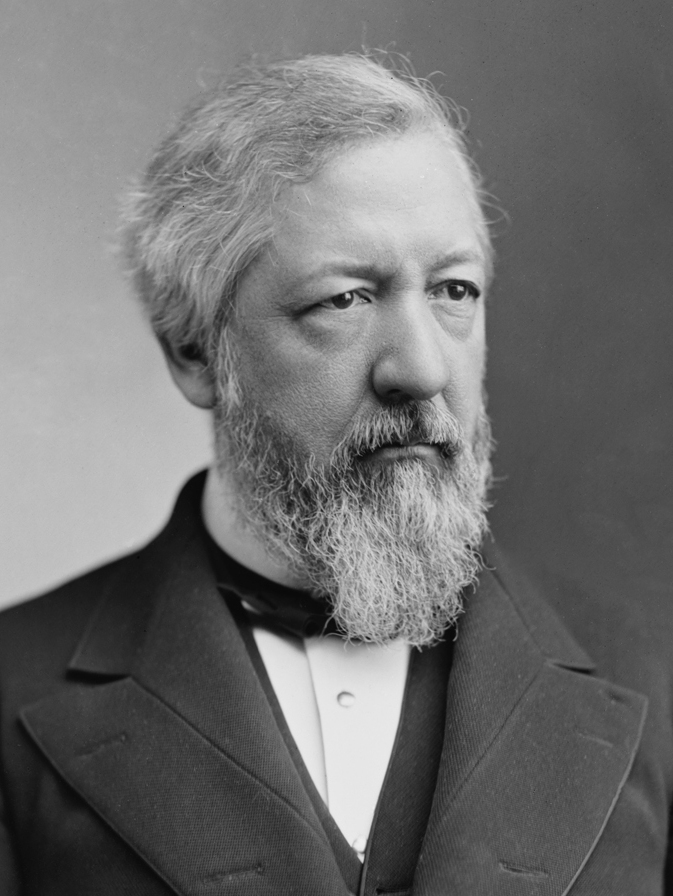
James G. Blaine fut l'opposant de Cleveland en 1884.

En 1880, les républicains organisent leur convention à Chicago dans l'Illinois et choisissent l'ancien président de la Chambre des représentants James G. Blaine du Maine comme candidat après quatre tours. Cette nomination déçoit de nombreux républicains qui voient Blaine comme ambitieux et immoral,. Les dirigeants du Parti démocrate voient ce choix comme une opportunité pour revenir à la Maison-Blanche pour la première fois depuis 1856 si le bon candidat peut être trouvé.
Parmi les démocrates, Samuel J. Tilden était initialement le favori, car il avait été le candidat du parti lors de l'élection contestée de 1876. Tilden était cependant en mauvaise santé et lorsqu'il refusa d'être candidat, ses partisans se tournèrent vers les autres candidats. Cleveland était parmi les candidats en vue, mais Thomas F. Bayard du Delaware, Allen G. Thurman de l'Ohio, Samuel F. Miller de l'Iowa et Benjamin F. Butler du Massachusetts et de nombreux favoris locaux pouvaient également l'emporter. Chacun de ces candidats avait cependant un handicap ; Bayard avait fait campagne pour la sécession en 1861, ce qui le rendait inacceptable pour les Nordistes ; de même Butler était très impopulaire dans tout le Sud du fait de ses actions lors de la guerre civile ; Thurman était généralement bien apprécié, mais il était âgé et malade et ses vues sur la question monétaire étaient inconnues. Cleveland avait également ses détracteurs, comme Tammany Hall, mais leur nature le rend d'autant plus sympathique,. Cleveland arrive finalement en tête au premier tour avec 392 voix sur 829. Au second tour, Tammany Hall apporte son soutien à Butler, mais la plupart des délégués se rassemblent derrière Cleveland et il est choisi,. Thomas A. Hendricks de l'Indiana est nommé pour briguer la vice-présidence.

#### Campagne

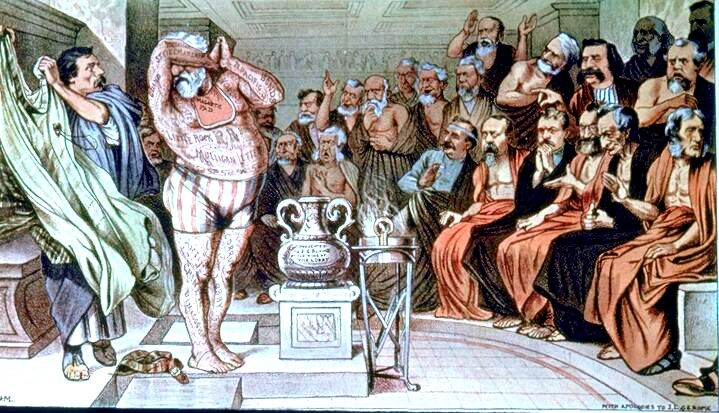
Caricature anti-Blaine le représentant en homme tatoué par des scandales indélébiles
Parodie de Phryné devant l'aréopage.

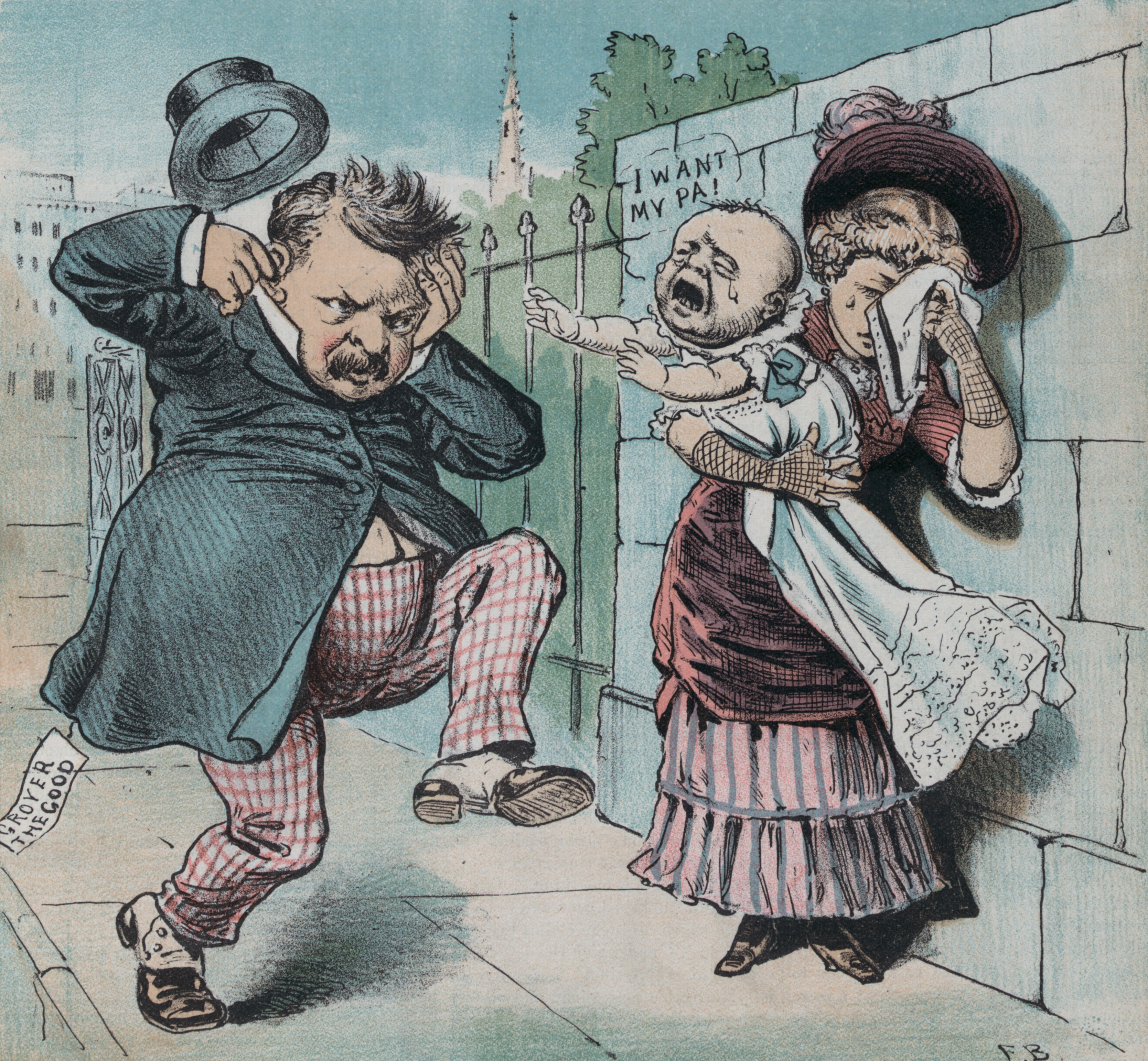
Caricature anti-Cleveland concernant sa possible paternité.

La corruption de la vie politique est la question centrale de l'élection de 1884 et la réputation d'honnêteté de Cleveland représente l'atout le plus décisif des démocrates. Les républicains réformateurs, appelés mugwumps, dénoncent la corruption de Blaine et se tournent vers Cleveland,. Les mugwumps, dont faisait partie Carl Schurz et Henry Ward Beecher, sont plus concernés par des idéaux que par des questions partisanes et espèrent que Cleveland pourra approuver leur croisade pour des réformes administratives et l'efficacité gouvernementale. Alors que les démocrates gagnent le soutien des mugwumps, ils perdent celui du Greenback Party, mené par l'ancien démocrate Benjamin Butler.
La campagne se concentre sur la personnalité des candidats, car chaque camp essaie de salir la réputation de l'autre. Les partisans de Cleveland relancent de vieilles rumeurs selon lesquelles Blaine aurait utilisé son influence pour favoriser la Little Rock & Fort Smith Railroad et la Northern Pacific Railway pour ensuite pouvoir vendre les actions qu'il avait dans les deux sociétés,. Même si ces rumeurs remontent à huit ans, la découverte de la correspondance de Blaine rend ses explications moins crédibles. Sur l'une de ces missives les plus compromettantes, Blaine avait écrit : « Brûle cette lettre ! », ce qui donne aux démocrates la dernière ligne de leur cri de ralliement « Blaine, Blaine, James G. Blaine, le menteur continental de l'État du Maine, Burn this letter !,,, ».
Pour contrer l'image de supériorité morale de Cleveland, ses opposants rapportent qu'il a eu un enfant alors qu'il était avocat à Buffalo,,,. La phrase moqueuse Ma, Ma, where's my Pa? (« Ma, Ma, où est mon Pa ? ») devient le slogan non officiel de ses opposants. Les consignes de Cleveland à son équipe de campagne lors des attaques est de « dire la vérité, ». Il admet qu'il a payé une pension à Maria Crofts Halpin en 1874 qui avance que Cleveland est le père de son fils, Oscar Folsom Cleveland. Halpin est impliquée dans plusieurs histoires sentimentales à cette époque, dont une avec l'ami et partenaire de Cleveland, Oscar Folsom. Cleveland ne sut jamais qui était le père et on avance qu'il en aurait pris la responsabilité, car il était le seul célibataire du groupe.
Les deux candidats considèrent que les États de New York, du New Jersey, de l'Indiana et du Connecticut sont déterminants pour remporter l'élection. À New York, le Tammany Hall décide qu'il vaut mieux soutenir un démocrate qu'ils n'aiment pas plutôt qu'un républicain qui ne ferait rien pour eux. Blaine espère qu'il obtiendra le soutien des irlando-américains, traditionnellement fidèles aux démocrates ; en effet, sa mère était une catholique irlandaise et il avait soutenu l'Irish National Land League (en) quand il était secrétaire d'État. Les Irlandais, groupe important dans ces swing states, se rapprochent effectivement de Blaine jusqu'à ce que l'un de ses partisans, Samuel D. Burchard, ne déclare que les démocrates représentent le parti du « Rhum, du Romanisme et de la Rébellion ». Les démocrates utilisent cette phrase et Cleveland remporte de justesse les quatre États décisifs, dont New York, avec un millier de voix d'avance. Le vote populaire est serré et Cleveland ne dispose que d'un quart de point d'avance sur son adversaire, mais il remporte 219 voix de grands électeurs contre 182 pour Blaine. Après cette victoire, on répond à la phrase « Ma, Ma… » par « Gone to the White House. Ha! Ha! Ha! » (« Parti à la Maison Blanche. Ha ! Ha ! Ha!) ».

### Président des États-Unis

#### Premier mandat (1885-1889)

##### Réformes
Peu après sa prise de fonctions, Cleveland doit nommer des fonctionnaires à tous les postes gouvernementaux pour lesquels le président a le pouvoir de nomination. Ces postes sont généralement attribués suivant le système des dépouilles, mais Cleveland annonce qu'il ne limogera aucun républicain qui faisait bien son travail et qu'il ne nommera personne sur la seule base de son appartenance au Parti démocrate. Il profite également de l'occasion pour réduire le nombre d'employés fédéraux, car les départements sont remplis d'opportunistes politiques. À cause de ces mesures, ses collègues démocrates se sentent irrités d'être mis à l'écart des dépouilles et Cleveland commence à remplacer la plupart des administrateurs républicains. Si certaines de ses décisions sont alors influencées par des considérations partisanes, la plupart des nominations de Cleveland se font sur la base du mérite,.
Cleveland réforme d'autres secteurs du gouvernement. En 1887, il signe une loi créant l'Interstate Commerce Commission chargée de réguler les transports,. Avec son secrétaire à la Marine, William C. Whitney, il entreprend la modernisation de la marine américaine et annule les contrats de construction pour des navires moins performants,. Cleveland ulcère les investisseurs ferroviaires en ordonnant une enquête sur les terres de l'Ouest qu'ils ont reçues du gouvernement. Le secrétaire à l'Intérieur Lucius Q.C. Lamar avance que les droits sur ces terres doivent être rendus au public, car les compagnies ferroviaires n'avaient pas étendu leurs lignes conformément aux accords. Les terres sont ainsi confisquées et le gouvernement récupère environ 330 000 km2.

##### Vétos
Cleveland affronte un Sénat dominé par les républicains et il utilise souvent son pouvoir de veto. Il met son veto à des centaines de demandes de pensions pour des vétérans de la guerre de Sécession considérant que, si ces demandes avaient été rejetées par le département des Anciens combattants, le Congrès ne doit pas aller à l'encontre de ces décisions,. Lorsque le Congrès, poussé par l'association des anciens combattants vote une loi accordant des pensions pour tous les handicaps non causés par la guerre, Cleveland met également son veto,. Il utilise cet instrument bien plus que tous les présidents avant lui. En 1887, il met son veto le plus célèbre à une loi concernant l'agriculture au Texas,. Après qu'une sécheresse eut anéanti les récoltes dans de nombreux comtés du Texas, le Congrès affecte 10 000 $ (environ treize millions de dollars de 2012) pour acheter des semences pour ces agriculteurs. Cleveland bloque la dépense. Dans son commentaire au veto, il exprime sa théorie d'un gouvernement limité :

« Je ne vois aucune justification pour une telle dépense dans la Constitution et je ne crois pas que le pouvoir et le devoir d'un gouvernement soit d'étendre le soutien aux souffrances individuelles qui n'ont aucun rapport avec le service public. Il faut, je pense, résister indéfectiblement à la tendance répandue à mépriser la mission limitée de ce pouvoir. À cette fin, la leçon doit être enseignée que si le peuple soutient le gouvernement, le gouvernement ne doit pas soutenir le peuple. Nos concitoyens dans le besoin peuvent toujours compter sur l'amitié et la charité de leurs voisins. Cela a été démontré à plusieurs reprises, l'aide fédérale, dans ces cas, encourage les gens à compter sur le gouvernement au détriment du maintien de leur force de caractère. »

##### Économie
L'une des questions les plus explosives des années 1880 reste de savoir si la monnaie doit être basée sur l'or et l'argent ou uniquement sur l'or. Le sujet transcende les lignes partisanes, car les républicains de l'Ouest et les démocrates du Sud demandent conjointement la frappe de l'argent, tandis que les congressistes du Nord-Est défendent fermement l'étalon-or. Ne pas battre de la monnaie en argent permet une plus grande stabilité du dollar ; cela satisfaisait les milieux d'affaires, mais les paysans de l'Ouest se plaignent du manque de liquidité. Comme l'argent vaut moins que son équivalent légal en or, les contribuables paient les taxes en argent, tandis que les créditeurs internationaux exigent un paiement en or, ce qui appauvrit les réserves d'or du pays.
Cleveland et le secrétaire au Trésor Daniel Manning sont de fervents partisans de l'étalon-or et tentent de réduire la quantité d'argent que le gouvernement doit frapper d'après le Bland-Allison Act de 1878. Cela ulcère les Occidentaux et les Sudistes qui militent pour une déflation de la monnaie afin d'aider les plus pauvres. En retour, l'un des partisans les plus acharnés du bimétallisme, Richard P. Bland, présente une loi en 1886 qui oblige le gouvernement à frapper des quantités illimitées d'argent afin de provoquer de l'inflation La loi de Bland est rejetée de même qu'une autre loi qui aurait abrogé toute obligation de frapper en argent. Le résultat est le maintien du statu quo et l'ajournement de la résolution de la question monétaire.

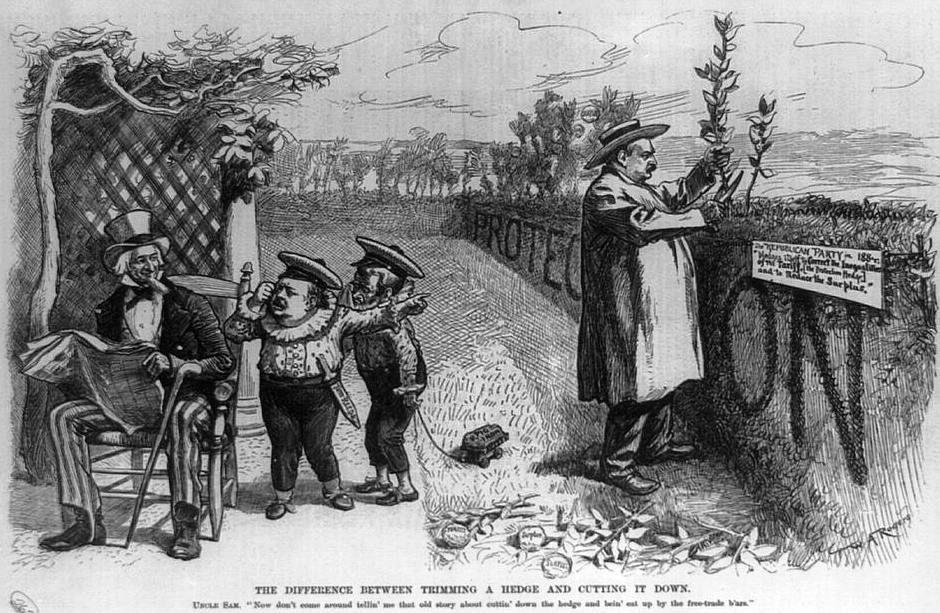
Caricature de Cleveland réduisant les droits de douane tandis que chef des républicains, Thomas Brackett Reed, va se plaindre à Oncle Sam.

Une autre question délicate de la période reste celle des droits de douane protectionnistes. Le problème n'avait pas été le sujet central de la campagne et l'opinion de Cleveland était celle de la plupart des démocrates : les droits devaient être réduits,. Les républicains favorisent généralement des droits de douane élevés pour protéger les industries américaines. Les droits américains étaient élevés depuis la guerre de Sécession et, en 1880, ils rapportent tellement d'argent que le gouvernement fédéral dégage un excédent.
En 1886, une loi visant à réduire ces droits est rejetée de justesse à la Chambre des représentants. La question de ces droits est déterminante lors des élections législatives et les protectionnistes remportent de nombreux sièges,. Cleveland continue néanmoins de se faire l'avocat d'une réforme des droits de douane. Comme l'excédent budgétaire augmente, Cleveland et les réformateurs proposent une taxe douanière visant uniquement les produits financiers. Son discours au Congrès en 1887 pointe l'injustice de prendre au peuple plus d'argent que le gouvernement n'en a besoin pour financer ses projets. Les républicains et les démocrates protectionnistes du Nord comme Samuel J. Randall, considèrent que sans des droits de douane élevés, les industries américaines seraient menacées par les importations de produits européens et ils continuent de s'opposer aux efforts des réformateurs. Roger Q. Mills (en), le président du comité des voies et moyens de la Chambre propose une loi qui réduirait les droits de 47 % à 40 %. Après plusieurs exceptions importantes imposées par Cleveland et ses alliés, la loi est acceptée à la Chambre. Le Sénat ne parvient cependant pas à un accord et la loi échoue au comité de conférence. La question des droits continue d'alimenter les débats jusqu'à l'élection présidentielle de 1888.

##### Politique étrangère
Cleveland est un non-interventionniste convaincu qui a fait campagne contre l'expansion et l'impérialisme. Il refuse de défendre le traité de canal au Nicaragua signé par l'administration précédente et est généralement moins expansionniste dans les relations internationales. Le secrétaire d'État Thomas F. Bayard, négocie avec Joseph Chamberlain du Royaume-Uni sur la question des droits de pêche dans les eaux canadiennes et arrive à un compromis malgré l'opposition des sénateurs républicains de Nouvelle-Angleterre. Cleveland s'oppose également à l'étude par le Sénat de la Conférence de Berlin qui garantissait les intérêts américains dans le bassin du Congo.

##### Droits civiques
Cleveland, comme un nombre croissant de Nordistes (et quasiment tous les Sudistes) considère la Reconstruction comme un échec et est réticent à utiliser les pouvoirs fédéraux pour faire appliquer le 15e amendement de la Constitution qui garantissait les droits de vote des afro-américains. Cleveland ne nomme initialement aucun Noir à des fonctions officielles, mais autorise Frederick Douglass à rester à son poste de notaire fédéral à Washington. Lorsque ce dernier démissionne, Cleveland nomme un autre Noir pour le remplacer.
Même si Cleveland avait condamné les atteintes contre les immigrés chinois, il considère qu'ils étaient peu disposés à s'assimiler dans la société blanche. Le secrétaire d'État Thomas F. Bayard négocie une extension de la loi d'exclusion des Chinois et Cleveland fait pression sur le Congrès pour qu'il adopte le Scott Act, rédigé par le représentant William L. Scott, qui empêche les immigrants chinois de revenir aux États-Unis s'ils les quittent. La législation est facilement votée par les deux chambres du Congrès et Cleveland signe le texte le 1er octobre 1888.
Cleveland considère les Amérindiens comme des gardiens de l'État et déclare dans son discours d'investiture que « cette garde implique, de notre part, des efforts pour améliorer leurs conditions de vie et faire appliquer leurs droits, ». Il encourage l'idée d'assimilation culturelle et fait adopter le Dawes Act qui permet de distribuer les terres amérindiennes à des membres individuels des tribus, car jusqu'alors le gouvernement fédéral les détenait au nom des tribus. Si les représentants amérindiens acceptent d'emblée le texte, la plupart des Amérindiens le désapprouvent. Cleveland croit que le Dawes Act permettra de sortir les Amérindiens de la pauvreté et encouragera leur assimilation, mais son effet final est d'affaiblir les chefs de tribus et de permettre aux membres des tribus de vendre leurs terres à des spéculateurs et de garder l'argent.
Le mois avant l'investiture de Cleveland en 1885, le président Arthur avait signé un ordre exécutif ouvrant à la colonisation 16 000 km2 de terres appartenant aux Winnebagos dans la réserve indienne de Crow Creek dans le territoire du Dakota,. Des dizaines de milliers de colons s'étaient rassemblés à la frontière du territoire et se préparaient à en prendre le contrôle. Considérant que la décision d'Arthur est une violation des accords avec les tribus, Cleveland annule l'ordre le 17 avril, ordonne aux colons de quitter le territoire amérindien et déploie les troupes du général Philip Sheridan pour faire appliquer les traités.

##### Mariage

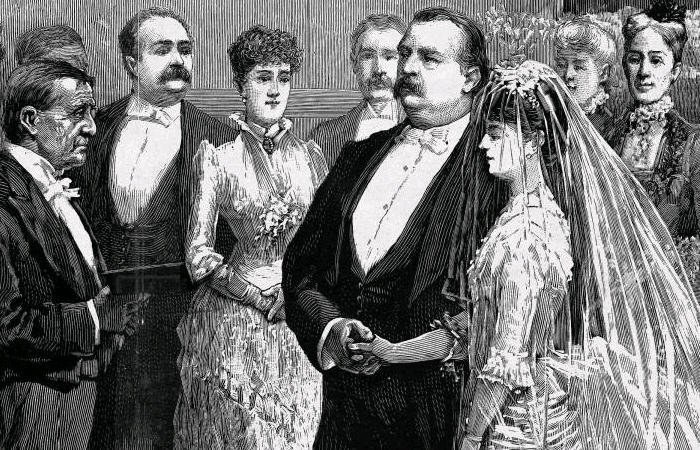
Mariage de Grover Cleveland et de Frances Folsom dans la Blue Room de la Maison Blanche.

Cleveland est célibataire lorsqu'il entre à la Maison-Blanche et sa sœur Rose Cleveland joue le rôle de première dame durant les deux premières années de son mandat,. En 1885, la fille de son ami Oscar Folsom lui rend visite à Washington. Frances Folsom est étudiante au Wells College et quand elle retourne à son université, Cleveland reçoit l'autorisation de sa mère de lui écrire. Ils se fiancent rapidement et le 2 juin 1886, Cleveland épouse Frances dans la Blue Room de la Maison Blanche. Cleveland fut le second président, après John Tyler en 1843, à se marier lors de son mandat et le seul à avoir organisé un mariage à la Maison-Blanche. Ce mariage est inhabituel, car Cleveland est l'exécuteur testamentaire d'Oscar Folsom et a supervisé l'éducation de Frances dont il est de vingt-sept ans l'aîné, pourtant le public n'est pas défavorable à cette union,,,. À vingt-et-un ans, Frances devient la plus jeune première dame de l'histoire des États-Unis et le public est rapidement conquis par sa personnalité et sa beauté. Le couple présidentiel a cinq enfants : Ruth (1891-1904), Esther (1893-1980), Marion (1895-1977), Richard Folsom (1897-1974) et Francis Grover (1903-1995). La philosophe britannique Philippa Foot est leur petite-fille.

##### Administration et Cabinet

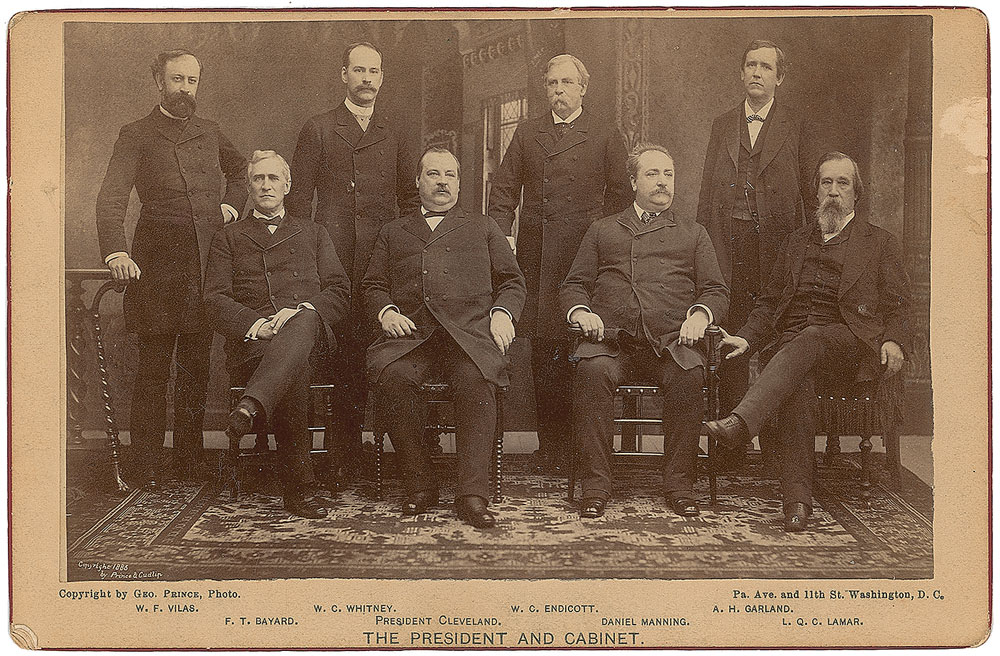
Premier cabinet Cleveland
Premier rang, de gauche à droite : Thomas F. Bayard, Cleveland, Daniel Manning, Lucius Lamar
Deuxième rang, de gauche à droite : William Freeman Vilas, William Collins Whitney, William C. Endicott, Augustus H. Garland

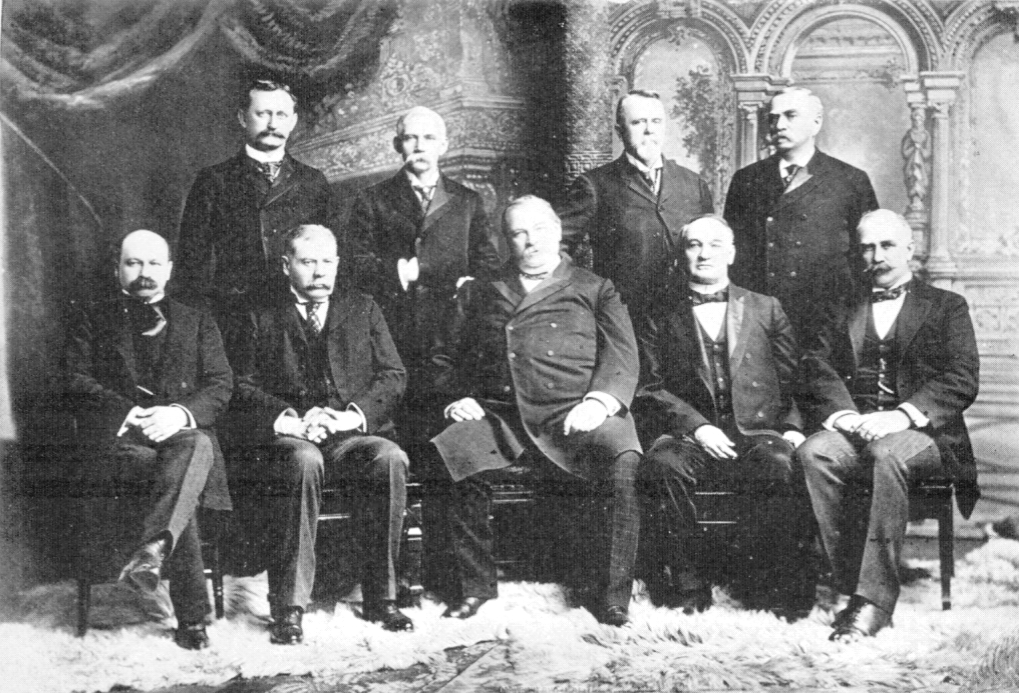
Deuxième cabinet Cleveland
Premier rang, de gauche à droite : Daniel S. Lamont, Richard Olney, Cleveland, John G. Carlisle, Judson Harmon
Deuxième rang, de gauche à droite : David R. Francis,, Hilary A. Herbert, Julius S. Morton.

| Fonction                   | Nom                   | Dates     |
| -------------------------- | --------------------- | --------- |
| Président                  | Grover Cleveland      | 1885-1889 |
| Vice-président             | Thomas A. Hendricks   | 1885      |
| Vice-président             | Aucun                 | 1885-1889 |
|                            |                       |           |
| Secrétaire d'État          | Thomas F. Bayard      | 1885-1889 |
| Secrétaire au Trésor       | Daniel Manning        | 1885-1887 |
| Secrétaire au Trésor       | Charles S. Fairchild  | 1887-1889 |
| Secrétaire à la Guerre     | William C. Endicott   | 1885-1889 |
| Procureur général          | Augustus H. Garland   | 1885-1889 |
| Postmaster General         | William Freeman Vilas | 1885-1888 |
| Postmaster General         | Donald M. Dickinson   | 1888-1889 |
| Secrétaire à la Marine     | William C. Whitney    | 1885-1889 |
| Secrétaire à l'Intérieur   | Lucius Lamar          | 1885-1888 |
| Secrétaire à l'Intérieur   | William F. Vilas      | 1888-1889 |
| Secrétaire à l'Agriculture | Norman J. Coleman     | 1889      |

##### Nominations judiciaires
Durant son premier mandat, Cleveland nomme deux juges à la Cour suprême. À la mort du juge assesseur William B. Woods en 1887, Cleveland nomme Lucius Lamar qui était un ancien sénateur du Mississippi et avait été membre de son Cabinet au poste de secrétaire à l'Intérieur. Si Lamar a été bien apprécié en tant que sénateur, sa participation à la Confédération deux décennies auparavant poussent de nombreux républicains à voter contre lui. Sa nomination est néanmoins confirmée grâce à une courte majorité. Le juge en chef Morrison Waite meurt quelques mois plus tard et Cleveland propose le nom de Melville Fuller le 30 avril 1888. Cleveland avait auparavant offert à Fuller de le nommer à la Civil Service Commission, mais Fuller avait décliné l'offre et il avait poursuivi son activité de juriste à Chicago. Fuller accepte la nomination à la Cour suprême et le comité judiciaire du Sénat passe plusieurs mois à étudier le dossier de ce candidat peu connu avant de l'accepter,.

#### Élection de 1888

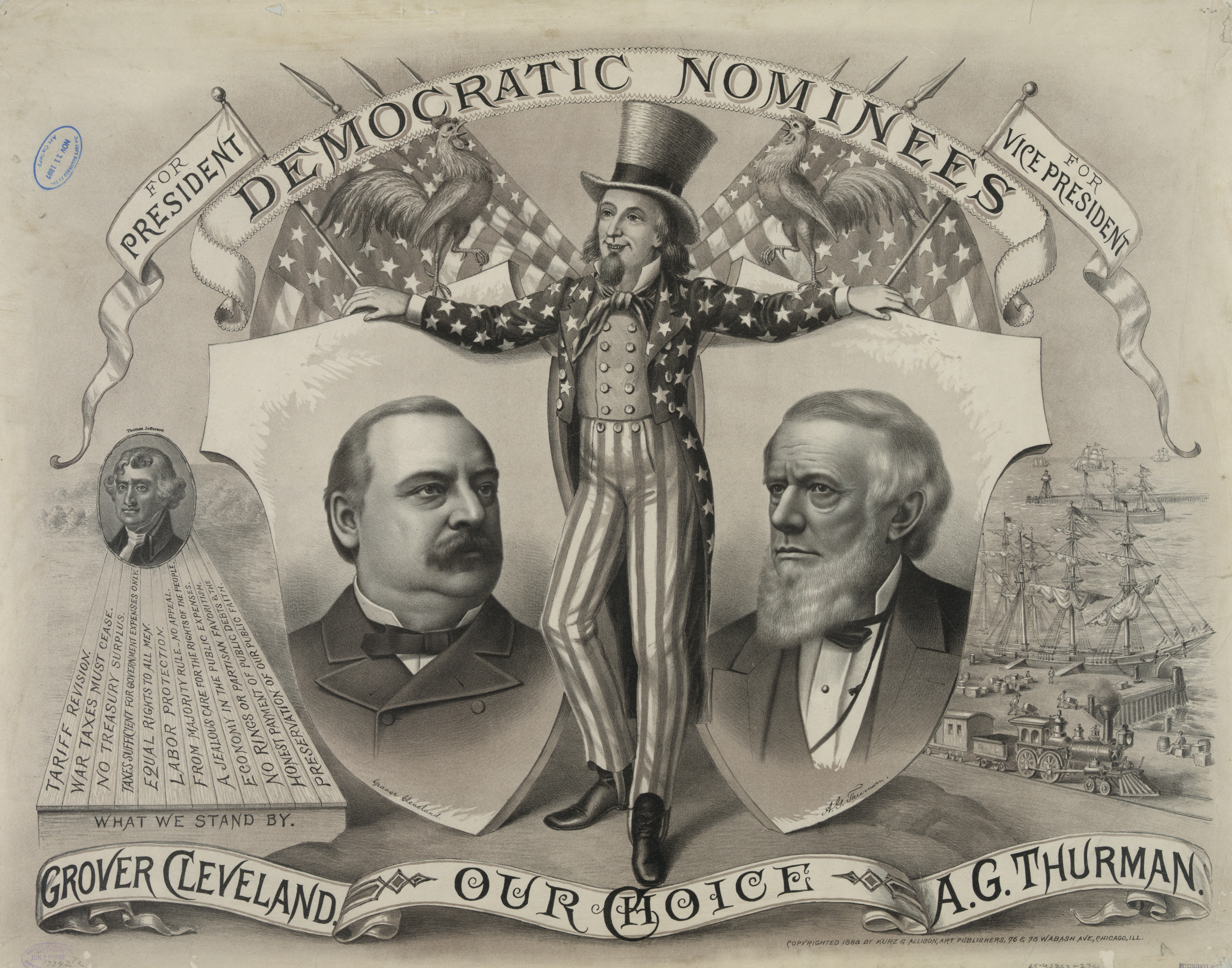
Affiche de campagne pour le ticket Cleveland/Thurman.

Le débat sur la réduction des droits de douane se poursuit jusqu'à la campagne présidentielle de 1888. Les républicains nomment Benjamin Harrison de l'Indiana pour briguer la présidence et Levi Morton de New York pour la vice-présidence. Cleveland est facilement choisi à la convention démocrate à Saint-Louis dans le Missouri. Le vice-président Thomas A. Hendricks étant mort en 1885, les démocrates choisissent Allen G. Thurman de l'Ohio pour être le colistier de Cleveland. Les républicains font une campagne axée sur la question des droits de douane et remportent les voix des protectionnistes des importants États industriels du Nord. De plus, les démocrates de New York restent divisés sur la candidature de David B. Hill (en) au poste de gouverneur, ce qui affaiblit le soutien à Cleveland dans cet État décisif.
Comme en 1884, l'élection se joue sur les swing states de New York, du New Jersey de l'Indiana et du Connecticut. Cependant à la différence de 1884, où Cleveland avait remporté les quatre États, il n'en remporte que deux, perdant son État de New York de seulement 14 373 voix. Les républicains sont également victorieux dans l'Indiana, principalement grâce à des fraudes,. La victoire républicaine dans cet État, où Cleveland avait perdu de 2 348 voix, est suffisante pour propulser Harrison à la Maison Blanche malgré un vote populaire majoritairement en faveur de Cleveland. Il continue ses activités de président jusqu'à la fin de son mandat et commence à préparer son retour à la vie privée.
Lorsque Frances Cleveland quitte la Maison-Blanche, elle dit à l'un des employés : « Je veux que vous preniez grand soin de tous les meubles et des décorations de la Maison, car je veux que tout soit remis à l'identique lorsque nous reviendrons. » Lorsqu'on lui demande quand elle reviendra, elle répond : « Nous revenons dans quatre ans jour pour jour. » Le couple s'installe alors à New York, où Cleveland travaille dans le cabinet Bangs, Stetson, Tracy et MacVeigh. Son salaire n'est pas très élevé, mais son train de vie n'est pas particulièrement extravagant. Le premier enfant du couple, Ruth, naît en 1891 alors qu'il habite New York,.
L'administration Harrison travaille avec le Congrès pour faire passer le McKinley Tariff et le Sherman Silver Purchase Act, deux politiques que Cleveland juge dangereuses pour la santé économique de la nation,. Au départ, il se retient de critiquer son successeur, mais en 1891, Cleveland sort de son silence et publie ses inquiétudes dans une lettre ouverte à une réunion de réformateurs à New York,. Cette silver letter ramène Cleveland sous les projecteurs alors que l'élection de 1892 approche.

#### Élection présidentielle de 1892
La stature d'ancien président de Cleveland et ses récentes prises de position sur la question monétaire en font l'un des favoris pour la convention démocrate de 1892. Son principal adversaire est alors David B. Hill qui était devenu sénateur de New York. Hill rassemble les opposants à Cleveland comme les partisans du bimétallisme, les membres de Tammany Hall et les protectionnistes, mais il est incapable de former une coalition suffisamment large pour empêcher la nomination de Cleveland dès le premier tour. Pour la vice-présidence, les délégués choisissent d'équilibrer le ticket avec Adlai Ewing Stevenson de l'Illinois, un partisan du bimétallisme,. Bien que Cleveland ait préféré Isaac P. Gray (en) de l'Indiana pour briguer la vice-présidence, il accepte le choix de la convention. En tant que défenseur des greenbacks et de l'inflation afin de soutenir les habitants des districts ruraux, Stevenson équilibre le ticket mené par Cleveland, le partisan de l'étalon-or et de la monnaie métal.

Résultat de l'élection de 1892 avec les États remportés par Harrison en rouge, par Cleveland en bleu et par Weaver en vert.

Les républicains présentent à nouveau Benjamin Harrison et l'élection de 1892 est la répétition de l'élection de 1888. À la différence des élections troublées et controversées de 1876, 1884 et 1888, l'élection de 1892 est, selon le biographe de Cleveland Allan Nevins : « la plus honnête, la plus calme et la plus honorable de la génération d'après-guerre ». Du moins, en partie, car Caroline Harrison, l'épouse du président, souffre de la tuberculose. Harrison ne fait presque pas campagne et, à la mort de son épouse, deux semaines avant le jour de l'élection, Cleveland et les autres candidats arrêtent également leur campagne. La question des droits de douane avait joué en faveur des républicains en 1888, mais les différentes modifications réalisées au cours des quatre années suivantes avaient rendu les produits importés tellement chers que de nombreux électeurs souhaitaient une réforme. De nombreux occidentaux, traditionnellement républicains se rallient alors au candidat du nouveau Parti populiste, James B. Weaver, qui promet le bimétallisme, de généreuses pensions pour les vétérans et la journée de huit heures,. Finalement, les démocrates de Tammany Hall se rallient au ticket démocrate, ce qui permet à un Parti démocrate uni de remporter l'État de New York. Cleveland remporte le vote populaire pour la troisième fois consécutive et il dispose d'une avance confortable au Collège électoral.

#### Second mandat (1893-1897)

##### Économie

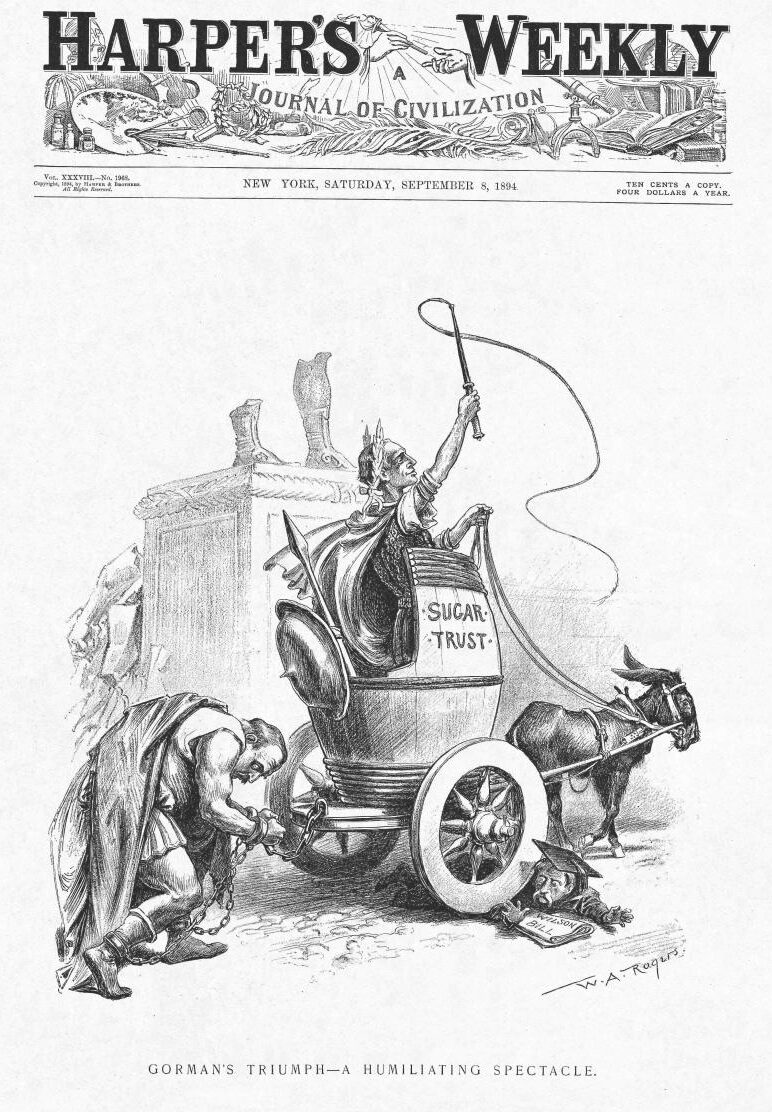
L'humiliation de Cleveland par le cartel du sucre.

Peu après le début du second mandat de Cleveland, la panique de 1893 fait chuter la bourse et le président doit affronter une grave crise économique. La panique est aggravée par la pénurie d'or qui résultait de la frappe massive de l'argent et Cleveland demande une réunion rapide du Congrès pour répondre à ce problème. Le débat concernant la monnaie était toujours aussi brûlant et les effets de la crise avaient poussé la plupart des modérés à se rapprocher des opposants de la frappe libre imposée par le Sherman Silver Purchase Act. La Chambre des représentants passe tout de même deux semaines à débattre avant d'abroger le texte par une large majorité. Le débat est également tendu au Sénat, mais Cleveland parvient à rassembler une majorité de 48 voix contre 37. Avec l'abrogation, les réserves d'or du Trésor sont ramenées à un niveau acceptable. À ce moment, cette décision semblait bien être une défaite mineure pour les partisans du bimétallisme, mais il annonce dans les faits la fin de l'utilisation de l'argent comme base de la monnaie américaine.
Après avoir réformé la politique monétaire de l'administration Harrison, Cleveland cherche à inverser les effets du McKinley Tariff. Ce qui devint le Wilson-Gorman Tariff Act est d'abord proposé par le représentant de Virginie, William L. Wilson (en), en décembre 1893. Après de long débats, la loi est votée à la Chambre avec une large majorité. La loi réduit les droits de douane en particulier sur les matières premières, et la perte de recettes est compensée par un impôt sur le revenu de 2 % sur les revenus de plus de 4 000 $ (environ 800 000 $ de 2012,).
Le texte est ensuite étudié au Sénat où l'opposition était plus forte. De nombreux sénateurs démocrates menés par Arthur Pue Gorman (en) du Maryland souhaitent plus de protections pour les industries de leurs États que ce que la loi Wilson propose. D'autres, tels que Morgan et Hill, s'opposent en partie du fait d'une inimitié personnelle envers Cleveland. Au moment du vote de la loi, plus de six cents amendements ont été ajoutés qui ont pour effet d'annuler la plupart des réformes. La disposition concernant l'impôt sur le revenu du Wilson-Gorman Act est jugée partiellement inconstitutionnelle en 1895 par la Cour suprême dans l'arrêt Pollock v. Farmers' Loan & Trust Co. L'American Sugar Refining Company, en particulier, fait pression pour des modifications qui la favorisent aux dépens du consommateur. Cleveland est mécontent et il dénonce ces modifications comme le résultat méprisable du contrôle du Sénat par les milieux économiques et financiers,. Cependant, même ainsi, il s'agit d'une amélioration par rapport au McKinley Tariff et Cleveland approuve le texte,.

##### Mouvements sociaux

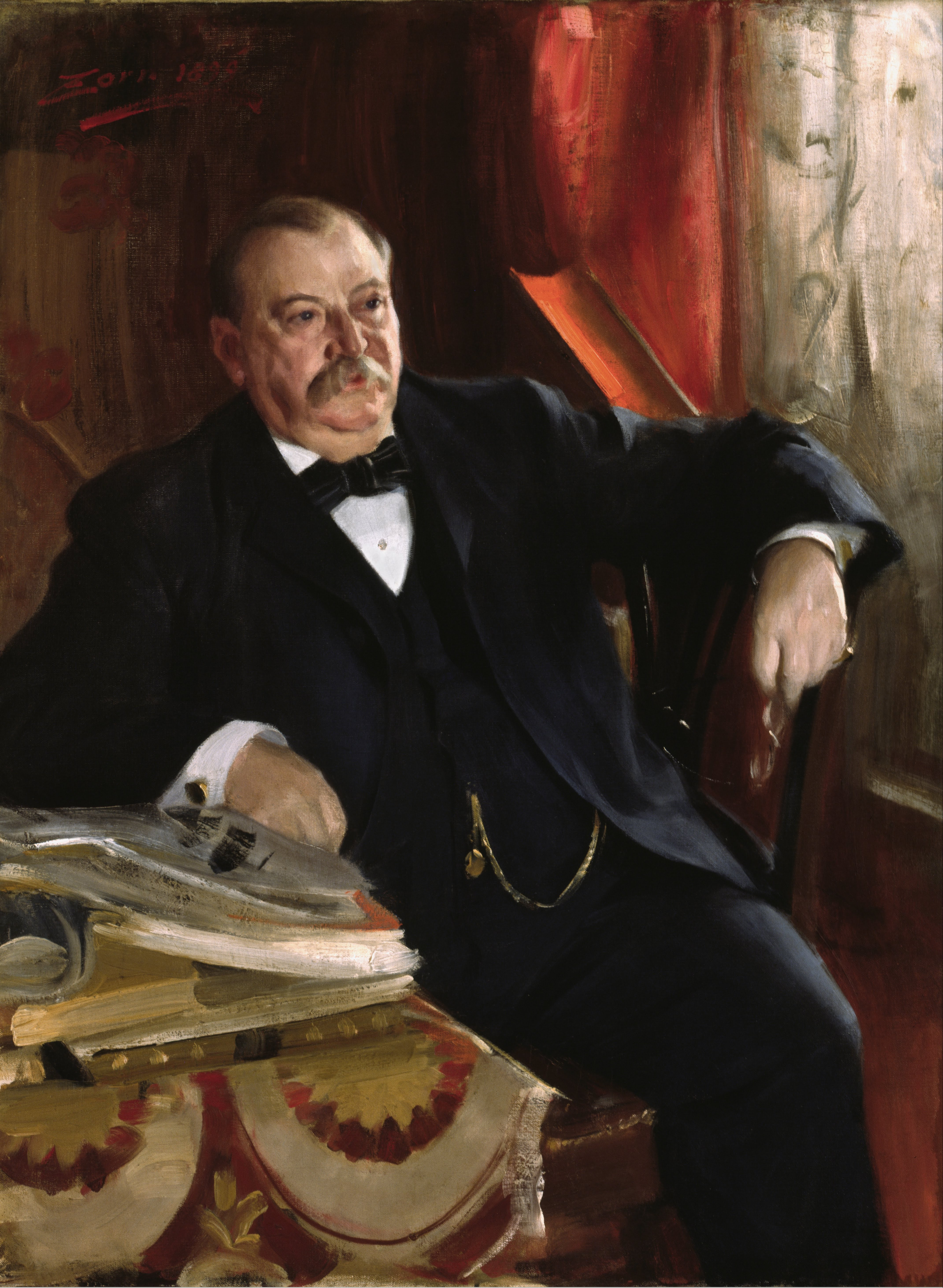
Cleveland par Anders Zorn en 1899.

La panique de 1893 avait affecté les conditions de travail dans tous les États-Unis et la victoire des partisans de l'étalon-or avait irrité les travailleurs de l'Ouest,. Un groupe d'ouvriers, mené par Jacob S. Coxey, commence à marcher vers Washington pour protester contre les politiques de Cleveland. Ce groupe, connu sous le nom de Coxey's Army, revendique le lancement d'un programme de construction de routes pour donner du travail aux chômeurs et une inflation de la monnaie pour aider les agriculteurs à payer leurs dettes. Au moment où il arrive à Washington, le groupe ne compte plus que quelques centaines de membres et ils sont arrêtés le jour suivant pour avoir marché sur la pelouse du Capitole. La Coxey's Army ne fut jamais une menace pour le gouvernement, mais elle illustre un mécontentement grandissant du peuple américain contre la politique économique,.
La grève Pullman a un impact bien supérieur à celui de la Coxey's Army. À Chicago, une grève éclate au sein de la Pullman Company pour demander une hausse des salaires et des journées de travail de douze heures. Des grèves de soutien éclatent rapidement, menées par le chef de l'American Railway Union, Eugene V. Debs. En juin 1894, cent vingt-cinq mille cheminots sont en grève et le commerce se trouve paralysé. Comme les chemins de fer transportaient le courrier et que plusieurs des lignes affectées étaient au bord de la faillite, Cleveland considère qu'une solution fédérale s'impose,,. Il demande une injonction à une cour fédérale et, quand les grévistes refusent de reprendre le travail, il envoie l'armée à Chicago et dans vingt autres centres ferroviaires, et permet aux compagnies du chemin de fer de constituer leurs propres milices privées. Il déclare que s'il doit utiliser l'armée et la marine des États-Unis pour faire parvenir une carte postale à Chicago, il le fera. La plupart des gouverneurs soutiennent Cleveland, à l'exception du démocrate John Peter Altgeld de l'Illinois qui devient un opposant virulent du président. Le recours à l'armée est salué par les journaux des deux partis, mais il radicalise l'attitude des syndicats envers l'administration Cleveland,,. Le 6 juillet, treize ouvriers sont tués et 53 blessés lorsque les milices ouvrent le feu sur eux. De nombreux syndicalistes parmi lesquels Eugene Victor Debs sont arrêtés.
Lors des élections législatives de 1894, les républicains remportent une très large victoire et prennent le contrôle de la Chambre des représentants. De plus, Cleveland doit faire face à ses opposants démocrates qui ont pris l'ascendant au sein du parti et contestent son autorité et ses réformes.

##### Politique étrangère
Lors de sa prise de fonction, Cleveland doit affronter la question de l'annexion d'Hawaï. Au cours de son premier mandat, il avait soutenu le commerce avec l'archipel et avait accepté un amendement qui donnait aux États-Unis une base navale à Pearl Harbor. Au cours du mandat de Harrison, des hommes d'affaires de Honolulu accusent la reine Liliʻuokalani de tyrannie et la renversent au début de l'année 1893. Ils mettent en place un gouvernement républicain, mené par Sanford B. Dole, et demandèrent à rejoindre les États-Unis,. L'administration Harrison avait rapidement accepté la proposition d'annexion et celle-ci avait été votée par la Chambre des représentants. Cependant, cinq jours après sa prise de fonctions, Cleveland retire le texte avant son examen par le Sénat, car il est révélé, sur la base du rapport Blount, que des soldats américains ont participé au renversement de la monarchie. Le président souhaite donc restaurer l'ancien gouvernement et il envoie l'ancien représentant James H. Blount à Hawaii pour évaluer la situation,. Ce dernier rapporte que la population est hostile à une annexion. Cependant Liliuokalani refuse d'accorder une amnistie comme condition à sa restauration et déclare qu'elle exilera ou fera exécuter les membres du gouvernement républicain. Aussi Dole refuse-t-il de rendre le pouvoir. En décembre 1893, la question est toujours en suspens et Cleveland fait appel au Congrès. Dans son message, Cleveland rejette l'idée d'une annexion et encourage le Congrès à poursuivre la tradition de non-intervention américaine. Le Sénat, sous contrôle démocrate, mais hostile à Cleveland, produit le rapport Morgan qui contredit le rapport de Blount en avançant que les forces armées américaines n'ont joué aucun rôle et que le coup d'État est une affaire strictement hawaïenne. Cleveland cesse alors ses discussions avec la reine et reconnaît la nouvelle république d'Hawaï. L'archipel rejoint finalement les États-Unis en 1898 avec le statut de territoire.
Cleveland adopte une interprétation large de la doctrine Monroe qui empêchait non seulement l'implantation de nouvelles colonies européennes, mais avançait également que les États-Unis avaient le droit d'intervenir dans toute crise dans l'hémisphère occidental. Lorsque le Royaume-Uni et le Venezuela se disputent sur la frontière entre ce dernier et la Guyane britannique, Cleveland et le secrétaire d'État Richard Olney demandent à participer aux discussions,. Le premier ministre britannique Lord Salisbury et l'ambassadeur britannique à Washington, Julian Pauncefote, réalisent l'importance que constitue la dispute pour les États-Unis et acceptent une médiation américaine,. Un tribunal se rassemble à Paris en 1898 pour arbitrer le différend et attribue la plus grande partie du territoire contesté à la Guyane britannique. En se tenant aux côtés des nations sud-américaines contre une puissance coloniale, Cleveland améliore les relations entre les États-Unis et ses voisins du Sud, mais la manière cordiale dont sont menées les négociations améliore également les relations avec la Grande-Bretagne.

##### Cancer

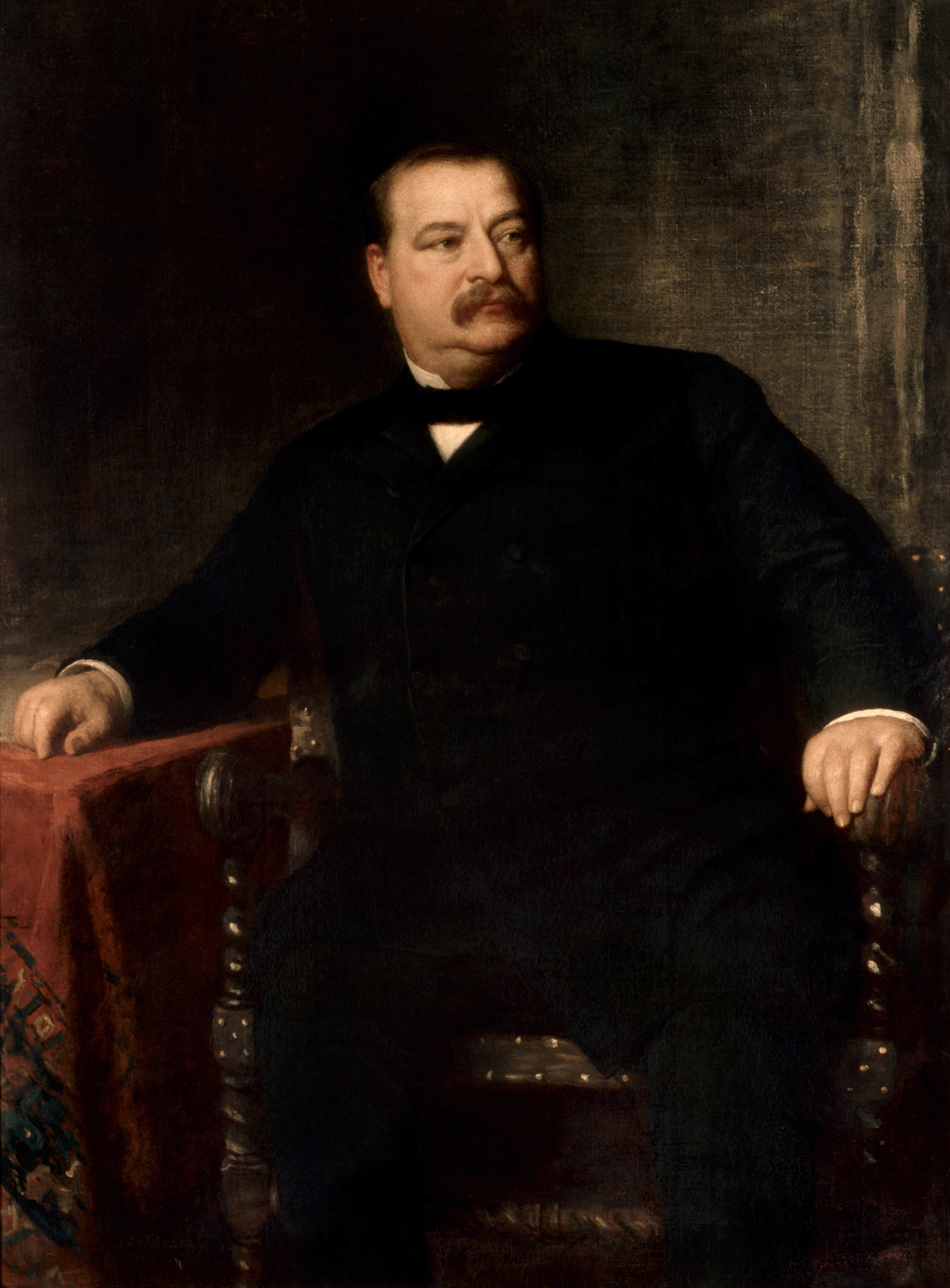
Portrait officiel de Cleveland par Jonathan E. Johnson.

Lors des discussions sur l'abrogation du bimétallisme en 1893, Cleveland consulte le médecin de la Maison-Blanche, le docteur O'Reilly, à propos d'une douleur dans la bouche et d'un ulcère avec une surface granuleuse sur le côté gauche du palais. Des échantillons sont envoyés anonymement au service de santé de l'armée qui diagnostique une tumeur cancéreuse non maligne[Quoi ?].
Du fait de la crise économique que traverse le pays, Cleveland décide de se faire opérer secrètement pour éviter une panique des marchés,. L'opération a lieu le 1er juillet pour permettre à Cleveland de récupérer avant la reprise de la session parlementaire. Sous le prétexte d'une croisière, le président et son médecin, Joseph Bryant, se rendent à New York et l'opération est réalisée sur le yacht Oneida au large de Long Island. La chirurgie est réalisée à travers la bouche de Cleveland pour éviter toute cicatrice. L'équipe endort Cleveland avec un mélange de protoxyde d'azote et d'éther et retire les parties touchées de la mâchoire supérieure gauche et du palais. La taille de la tumeur et l'étendue de l'opération ont fortement endommagé la bouche du président et, au cours d'une seconde opération, un orthodontiste fixe une prothèse qui corrige sa parole et restaure son apparence. Une couverture, concernant le retrait de deux dents, garde la presse d'investigation à l'écart,. Même lorsqu'un journal publie des détails de la véritable opération, les chirurgiens participants en minimisent l'importance. Ce n'est qu'en 1917 qu'un des participants à l'opération, William W. Keen, écrivit un article détaillé sur l'opération du président Cleveland.
Plusieurs médecins, dont Keen, avancèrent après la mort de Cleveland que la tumeur était un carcinome. Parmi les autres possibilités figurent un améloblastome ou une tumeur bénigne des glandes salivaires. Dans les années 1980, des analyses ont finalement confirmé que la tumeur était un carcinome verruqueux, un cancer bénin de l'épithélium avec un faible potentiel de création de métastases.

##### Nominations judiciaires

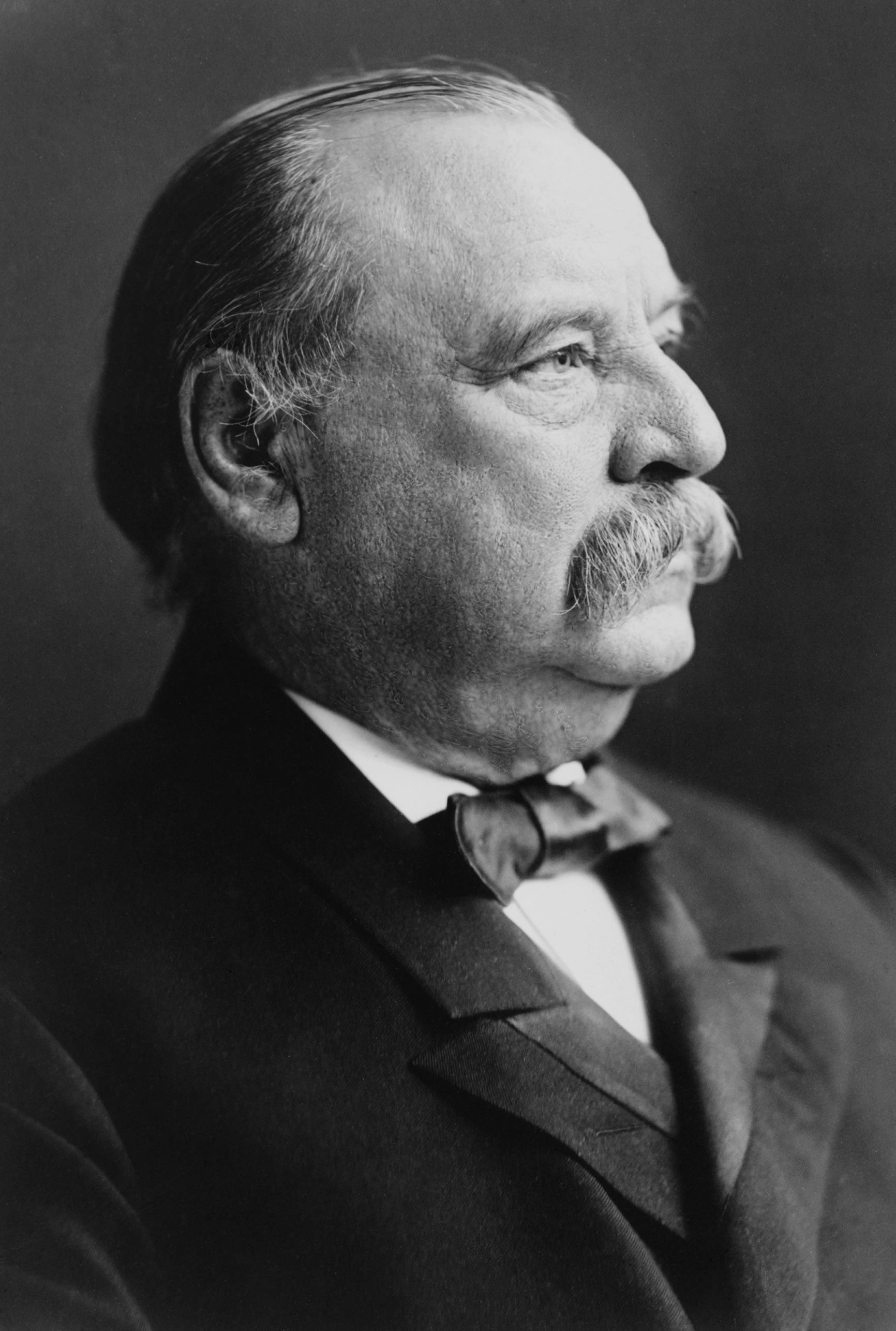
Cleveland en 1903.

Les tensions avec le Sénat empêchent Cleveland de nommer les candidats de son choix à la Cour suprême lors de son second mandat. En 1893, après la mort de Samuel Blatchford, Cleveland nomme William B. Hornblower pour le remplacer. Hornblower, alors à la tête de la cour d'appel de New York, est pressenti pour le poste, mais sa campagne contre la machine politique de New York l'avait opposé au sénateur David B. Hill. De plus, Cleveland n'avait pas consulté les sénateurs avant de faire sa nomination. Par conséquent le Sénat rejette la nomination de Hornblower le 15 janvier 1894.
Cleveland continue à défier le Sénat en nommant Wheeler H. Peckham, un autre avocat de New York qui s'était opposé aux machines politiques dans l'État. Hill utilise toute son influence pour bloquer la confirmation de Peckham et le 16 février 1894, le Sénat rejette la nomination. Les réformateurs pressent Cleveland de continuer le combat contre Hill et de proposer le nom de Frederic R. Coudert, mais Cleveland préfère un candidat moins controversé en la personne du sénateur Edward D. White (en) de Louisiane, dont la nomination est acceptée à l'unanimité. En 1896, une nouvelle vacance provoquée par la mort de Howell Edmunds Jackson pousse Cleveland à considérer à nouveau la candidature de Hornblower, mais ce dernier décline la proposition. À la place, Cleveland nomme Rufus W. Peckham, le frère de Wheeler H. Peckham et le choix est rapidement accepté par le Sénat.
Cleveland nomme au total 45 juges fédéraux. En plus de ses quatre nominations à la Cour suprême, il nomme deux juges aux cours de circuits, neuf aux cours d'appel fédérales et 30 aux cours de districts. Comme Cleveland est président à deux reprises avant et après que le Congrès eut éliminé les cours de circuits en faveur des cours d'appel, il est l'un des deux seuls présidents à avoir nommé des juges dans les deux cours. L'autre, Benjamin Harrison, était en poste au moment où le changement fut réalisé. Ainsi, toutes les nominations de Cleveland aux cours de circuits sont faites lors de son premier mandat et toutes celles aux cours d'appel sont réalisées lors de son second mandat.

##### États admis dans l'Union
Au cours du premier mandat de Cleveland, aucun nouvel État n'avait été admis depuis plus d'une décennie du fait de l'opposition des congressistes démocrates qui considéraient que ceux-ci seraient dominés par les républicains. Lors de sa prise de fonction, Harrison et le Congrès républicain admettent six nouveaux États, le Dakota du Nord, le Dakota du Sud, le Montana, l'État de Washington, l'Idaho et le Wyoming qui envoyèrent tous des délégations républicaines au Congrès. L'Utah était considéré comme démocrate et cela associé aux incertitudes concernant la polygamie mormone (dont la pratique avait cessé en 1890) l'exclurent des nouveaux États. Lorsque Cleveland remporte l'élection pour un second mandat, la majorité démocrate au Congrès accepte l'entrée de l'Utah dans l'Union le 4 janvier 1896.

#### Élection de 1896 et retraite

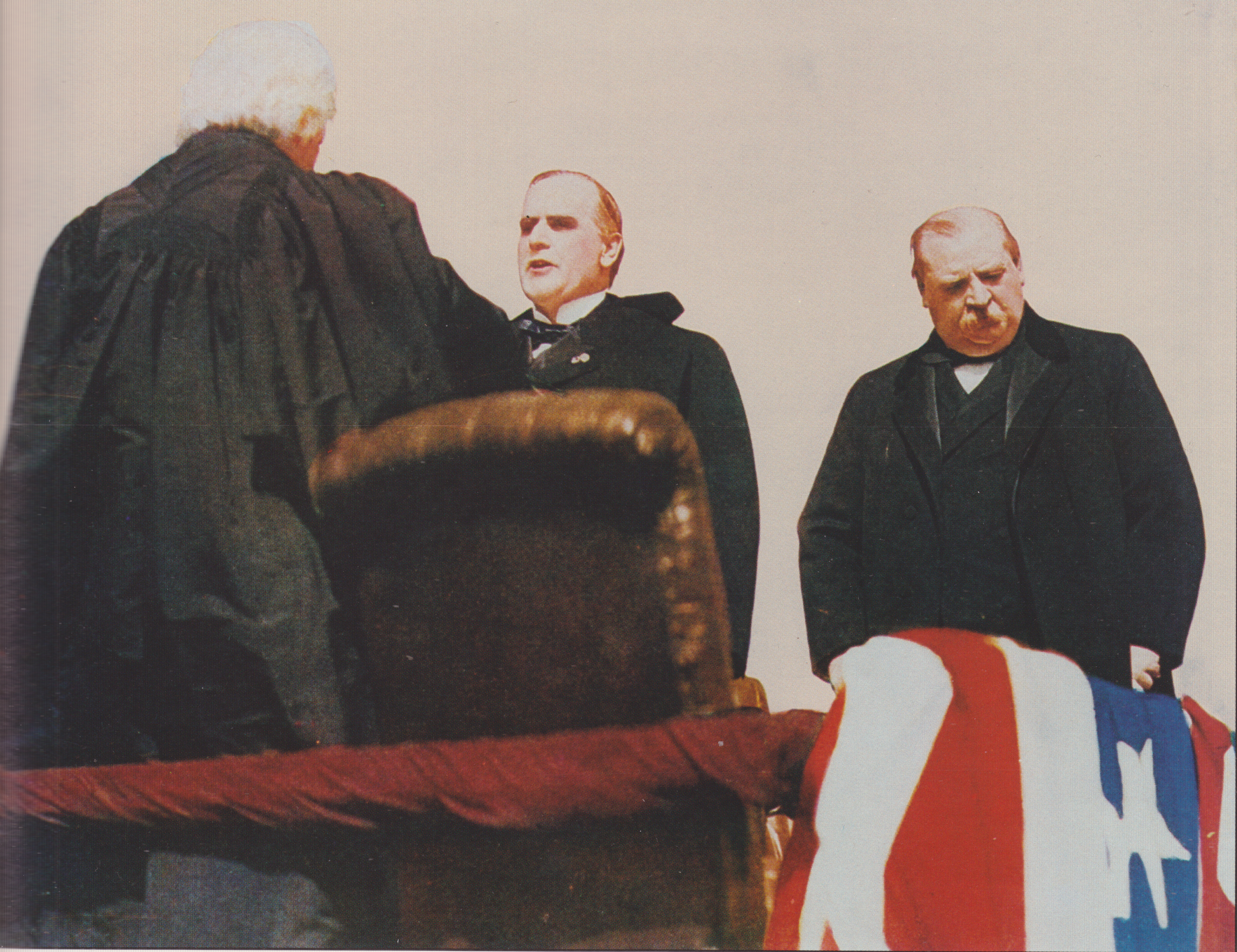
Investiture de William McKinley en présence de Grover Cleveland le 4 mars 1897.

Les adversaires agrariens et partisans du bimétallisme prennent le contrôle du Parti démocrate en 1896 et proposent la nomination de William Jennings Bryan pour l'élection présidentielle de 1896,. Cleveland soutenait silencieusement le Parti national démocrate qui promettait de défendre l'étalon-or et de s'opposer aux droits de douane élevés, mais il refuse de briguer un troisième mandat. Le candidat républicain William McKinley remporte largement l'élection sur Bryan. Les agrariens représentèrent Bryan en 1900, mais en 1904, les conservateurs, soutenus par Cleveland, reprennent le contrôle du Parti démocrate et nomment Alton B. Parker.
Après avoir quitté la Maison-Blanche le 4 mars 1897, Cleveland se retire dans sa propriété de Westland Mansion à Princeton dans le New Jersey, et il est un temps administrateur de l'université de Princeton. Le président Théodore Roosevelt fait parfois appel à ses conseils, mais il est financièrement incapable d'accepter la présidence de la commission chargée de régler la grève des mineurs de 1902. Cleveland fait toujours entendre son avis sur les questions politiques et, en 1905, il écrit dans le The Ladies Home Journal (en) que « les femmes responsables et sensées ne votent pas. Les positions relatives assumées par les hommes et par les femmes dans le fonctionnement de notre civilisation ont été attribuées il y a longtemps par une intelligence supérieure ».

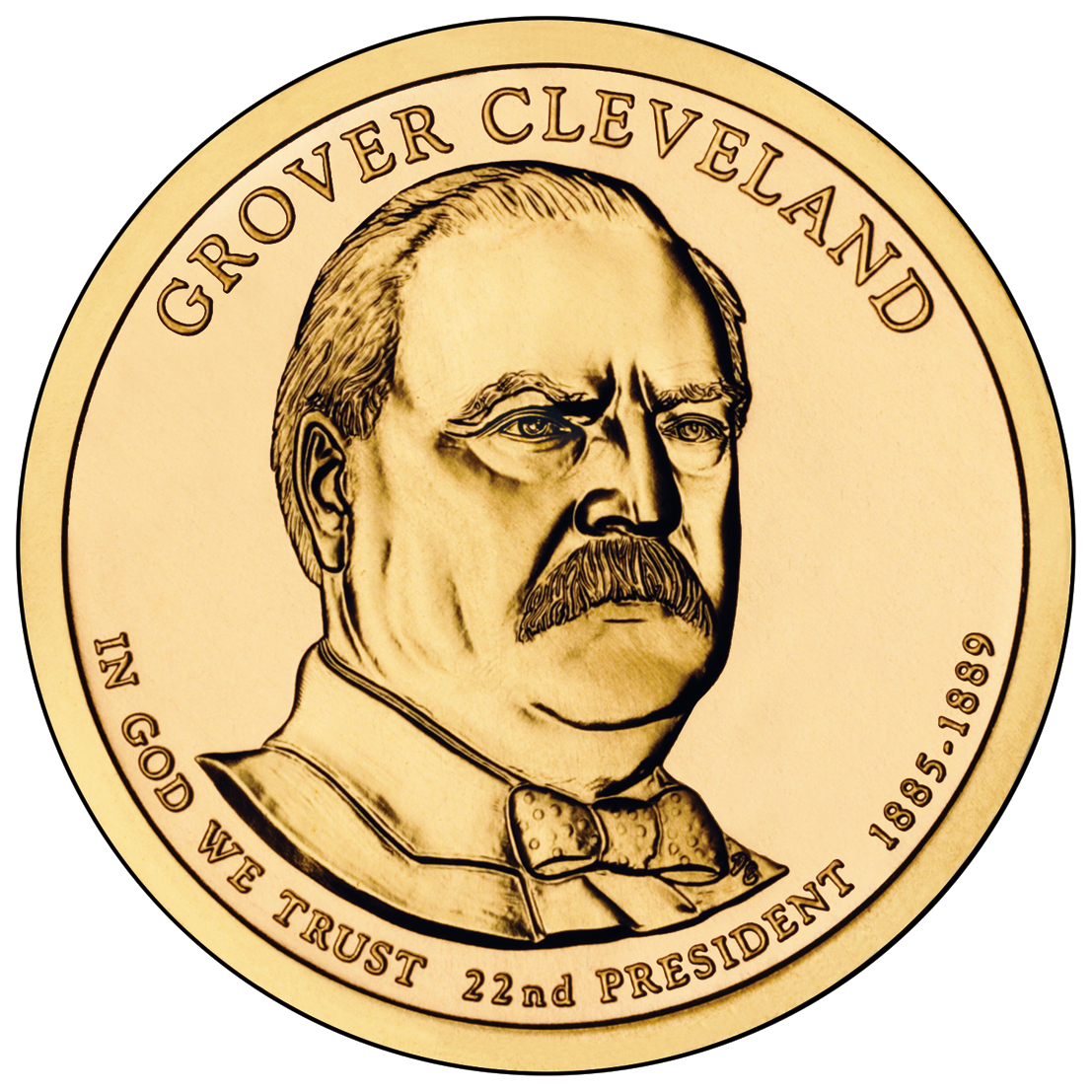
Pièce de la série du dollar présidentiel à l'effigie de Cleveland.

La santé de Cleveland décline depuis plusieurs années et, en 1907, il tombe gravement malade,. Il meurt d'une crise cardiaque en juin 1908. Ses derniers mots furent : « Je me suis tant efforcé de bien faire,. » Il est enterré au cimetière de Princeton.

## Héritage
Au cours de son premier mandat, Cleveland cherche une résidence pour fuir la chaleur estivale de Washington, mais il fallait qu'il reste près de la capitale. Agissant en secret, il loue une maison, Oak View (ou Oak Hill) sur les hauteurs de Washington qu'il achète en 1886. Même s'il la revendit au moment de quitter la Maison Blanche (en 1889), la zone devint connue sous le nom de Cleveland Park et porte encore aujourd'hui ce nom.
La ville de Cleveland dans le Mississippi et le volcan Cleveland en Alaska ont été nommés en son honneur. Le portrait de Cleveland fut imprimé sur le billet de 20 dollars de 1914 à 1928, et sur le billet de 1 000 dollars des séries de 1928 et de 1934 (qui a toujours cours légal). Comme il fut le 22e et le 24e président, il a été représenté sur deux pièces de la série du dollar présidentiel émises en 2012.

### En français
- Georges Ayache, Les présidents des États-Unis : Histoire et portraits, Paris, Perrin, 2016, 480 p. (ISBN 978-2-262-06420-4, OCLC 991492904, BNF 45110316, lire en ligne ).
- Nicole Bacharan, Les Noirs américains : Des champs de coton à la Maison Blanche, Paris, Perrin, coll. « Tempus » (no 337), 2010, 618 p. (ISBN 978-2-262-03275-3, OCLC 708357029, BNF 42305262).
- Jacques Binoche, Histoire des États-Unis, Paris, Ellipses, coll. « Ellipses poche », 2017, 2e éd. (1re éd. 2003), 256 p. (ISBN 978-2-340-02170-9, OCLC 1020169920, BNF 45414237, présentation en ligne).
- Hélène Harter et André Kaspi, Les présidents américains : De George Washington à Joe Biden, Paris, Tallandier, coll. « Texto », 2022, 272 p. (ISBN 979-10-210-5481-3, OCLC 1345667727, BNF 47096831, présentation en ligne).
- André Kaspi, Les Américains : Naissance et essor des États-Unis (1607-1945), t. 1, Paris, Éditions du Seuil, coll. « Points histoire » (no 89), 2014, 5e éd. (1re éd. 1986), 464 p. (ISBN 978-2-7578-4154-9, OCLC 43825106, BNF 43825106, présentation en ligne).
- Robert Lacour-Gayet, Histoire des États-Unis : De la fin de la guerre civile à Pearl Harbor, t. 2, Paris, Fayard, 1977, 431 p. (ISBN 2-213-00449-8, OCLC 987411395, BNF 34706427).
- Jean-Michel Lacroix, Histoire des États-Unis, Paris, Presses universitaires de France, 2022, 7e éd. (1re éd. 1996), 576 p. (ISBN 978-2-13-083290-4, OCLC 1302993439, BNF 47012774, présentation en ligne).
- Pierre Mélandri, Histoire des États-Unis : L'ascension (1865-1974), t. 1, Paris, Perrin, coll. « Tempus » (no 522), 2013, 935 p. (ISBN 978-2-262-04177-9, OCLC 864700177, BNF 43769558).
- Pierre Mélandri, « Le siècle américain », une histoire, Paris, Perrin, 2016, 672 p. (ISBN 978-2-262-03811-3, OCLC 960976545, BNF 45158509, lire en ligne ).
- Jacques Portes, Histoire des États-Unis : De 1776 à nos jours, Paris, Armand Colin, coll. « U Histoire », 2017, 3e éd. (1re éd. 2010), 432 p. (ISBN 978-2-200-61809-4, OCLC 985086886, BNF 45268837, lire en ligne ).
- Jacques Portes, Histoire documentaire des États-Unis : L'Âge doré (1865-1896), t. 5, Presses universitaires de Nancy, 1988, 215 p. (ISBN 2-86480-323-2, OCLC 889231546, BNF 34956910).
- Philippe Valode, Les Présidents des États-Unis, Paris, Éditions de l'Archipel, 2008, 212 p. (ISBN 978-2-84187-745-4, OCLC 470559651, BNF 41379792).
- Bertrand Van Ruymbeke, Histoire des États-Unis : De 1492 à 1919, t. 1, Paris, Tallandier, coll. « Texto », 2021, 608 p. (ISBN 979-10-210-4989-5, OCLC 1269615217, BNF 46846182, présentation en ligne).
- Bernard Vincent (dir.), Histoire des États-Unis, Paris, Flammarion, coll. « Champs Histoire », 2016, 4e éd. (1re éd. 1997), 720 p. (ISBN 978-2-08-139368-4, OCLC 960914039, BNF 45138239, présentation en ligne).

### En anglais
- (en) Alan Brodsky, Grover Cleveland : A Study in Character, 2000 (ISBN 0-312-26883-1)
- (en) Charles William Calhoun, Benjamin Harrison, Macmillan, 2005 (ISBN 0-8050-6952-6, lire en ligne)
- (en) Henry F. Graff, Grover Cleveland, 2002 (ISBN 0-8050-6923-2)
- (en) H. Paul, Jeffers, An Honest President : The Life and Presidencies of Grover Cleveland, 2000 (ISBN 0-380-97746-X)
- (en) Allan Nevins, Grover Cleveland : A Study in Courage, 1932 (ASIN B000PUX6KQ)
- (en) Richard E. Jr Welch, The Presidencies of Grover Cleveland, 1988 (ISBN 0-7006-0355-7)
- (en) Fareed Zakaria, From Wealth to Power, Princeton University Press, 1999 (ISBN 0-691-01035-8)